# Чияле
Чияле (баш. Сейәле) — деревня в Миякинском районе Республики Башкортостан Российской Федерации. Входит в состав Зильдяровского сельсовета.

## География

### Географическое положение
Расстояние до:
- районного центра (Киргиз-Мияки): 42 км,
- центра сельсовета (Зильдярово): 8 км,
- ближайшей ж/д станции (Аксёново): 88 км.

## История
В 1980 г. указом президиума ВС РСФСР поселок Тамурбек переименован в Чияле.

## Население
| 2002 | 2009 | 2010 |
| ---- | ---- | ---- |
| 12   | →12  | →12  |

Национальный состав
Согласно переписи 2002 года, преобладающая национальность — татары (75 %).